# Лёвин, Александр Фёдорович
Алекса́ндр Фёдорович Лёвин (1922—2006) — подполковник Советской Армии, участник Великой Отечественной войны, Герой Советского Союза (1943).

## Биография
Александр Лёвин родился 9 октября 1922 года в селе Старый Чирчим (ныне — Камешкирский район Пензенской области). Окончил среднюю школу. В октябре 1941 года Лёвин был призван на службу в Рабоче-крестьянскую Красную Армию. С 1943 году он окончил ускоренные курсы политработников.
К сентябрю 1943 года старший лейтенант Александр Лёвин был комсоргом батальона 957-го стрелкового полка 309-й стрелковой дивизии 40-й армии Воронежского фронта. Отличился во время битвы за Днепр. В ночь с 23 на 24 сентября 1943 года Лёвин во главе штурмовой группы переправился через Днепр к югу от Киева. Заняв позиции на северо-западной окраине села Балыко-Щучинка, группа Лёвина отразила семнадцать немецких контратак, продержавшись до подхода основных сил. В тех боях Левин лично уничтожил бронемашину и большое количество солдат и офицеров противника, сам был ранен, но продолжал сражаться.

Бюст на Аллее Героев в Спасске

Указом Президиума Верховного Совета СССР от 23 октября 1943 года старший лейтенант Александр Лёвин был удостоен высокого звания Героя Советского Союза с вручением ордена Ленина и медали «Золотая Звезда».
В 1945 году Лёвин ускоренным курсом окончил военно-политическое училище. В 1948 году в звании подполковника он был уволен в запас. Проживал в городе Спасске Пензенской области, после окончания Высшей партийной школы при ЦК КПСС работал сначала в райкоме КПСС, затем преподавал в ПТУ.
Был также награждён орденами Отечественной войны 1-й степени и Красной Звезды, рядом медалей.

## Увековечение памяти
Бюст Александра Лёвина установлен на Аллее Героев в парке города Спасска Пензенской области.